# Bell AH-1Z Viper
Bell AH-1Z Viper – śmigłowiec szturmowy zaprojektowany i produkowany przez Bell Helicopter Textron. Wykorzystywany przez korpus piechoty morskiej USA.
Viper posiada nowoczesną, modułową awionikę, system termowizyjny III generacji firmy Lockheed Martin, hełmy TopOwl z wizyjnym wyświetlaczem nahełmowym (HMSD) firmy Thales, cyfrowy kokpit z wielofunkcyjnymi wyświetlaczami i układ HOTAS umożliwiający obsługę funkcji bez odrywania rąk od sterów, podobny do stosowanego w myśliwcach F-16. Obaj piloci mogą zamiennie pełnić wszystkie funkcje, łącznie z obsługą umieszczonego pod dziobem maszyny trzylufowego działka kalibru 20 mm i uzbrojenia podwieszanego na 6 węzłach zewnętrznych, które obejmuje kierowane i niekierowane pociski rakietowe 70 mm, rakiety przeciwpancerne Hellfire i pociski powietrze-powietrze AIM-9.

## Program modernizacji H-1
W 1996 roku, USMC uruchomiła program modernizacji H-1, podpisując kontrakt z Bell Helicopter na modernizację 180 AH-1W do AH-1Z i modernizacji 100 UH-1N do UH-1Y. Założeniem programu jest opracowanie całkowicie  zmodernizowanych śmigłowców szturmowych i użytkowych o  dużej ilości wspólnych elementów w celu zmniejszenia kosztów operacyjnych. AH-1Z i UH-1Y mają wspólny wysięgnik ogona, silników, układu wirnika, jazdy, awionika architektury, oprogramowania, obsługi i wskaźniki dla ponad 84% identycznych elementów.
Pierwszy lot prototypu odbył się w grudniu 2000 roku. Dwa lata później trzy prototypy zostały poddane intensywnym próbom rozwojowym i kwalifikacyjnym w Naval Air Station Patuxent River. W październiku 2003 roku konstrukcja trafiła do małoseryjnej produkcji. Próby morskie które obejmowały m.in. lądowanie na okręcie desantowym USS Bataan, zostały zakończone  maju 2005 roku. Rok później dwa śmigłowce zostały poddane próbom operacyjnym. 28 listopada 2010 roku podsekretarz obrony ds. zakupów podpisał zgodę na produkcję seryjną. W lutym 2011 roku ogłoszono wstępne osiągnięcie gotowości bojowej przez pierwszą jednostkę US Marines wyposażoną w tę maszynę.Dowództwo USMC zamówiło łącznie 189 sztuk AH-1Z, 37 śmigłowców zostanie przebudowanych z AH-1W, a 152 maszyny zbudowane zostaną od podstaw w Bell Helicopter w Amarillo i Fort Worth w Teksasie. Dostawy mają zakończyć się w 2021 roku.
AH-1Z został zaprojektowany głównie do wykonywania misji uderzeniowych i eskortowych. Viper jest dwumiejscowym, dwusilnikowym śmigłowcem zbudowanym w klasycznym układzie jednowirnikowym z czteropłatowym śmigłem ogonowym umieszczonym na końcu belki ogonowej. Wykonany jest głównie ze stopów aluminium. Kadłub podzielony na trzy części: przednia – kabina załogi oraz wyposażenie; środkowa – zespół napędowy i bak paliwa; tylna – belka ogonowa. Jednostki napędowe wyposażone w elektroniczny układ smarowania oraz instalację przeciwpożarową. W celu ochrony przed jednoczesnym uszkodzeniem obu silników rozdzielono je płytą tytanową. Zastosowano nowoczesną bezłożyskową głowicę silnika. Łopaty wirnika półautomatycznie składane, co pozwala na hangarowanie na okrętach.